# Frank Ntilikina
Frank Bryan Ntilikina (Ixelles, Bélgica; 28 de julio de 1998) es un jugador de baloncesto de nacionalidad francesa que pertenece a la plantilla del KK Partizan de la ABA Liga y la Euroliga. Con 1,93 metros de altura, juega en la posición de base.

## Trayectoria deportiva

### Profesional

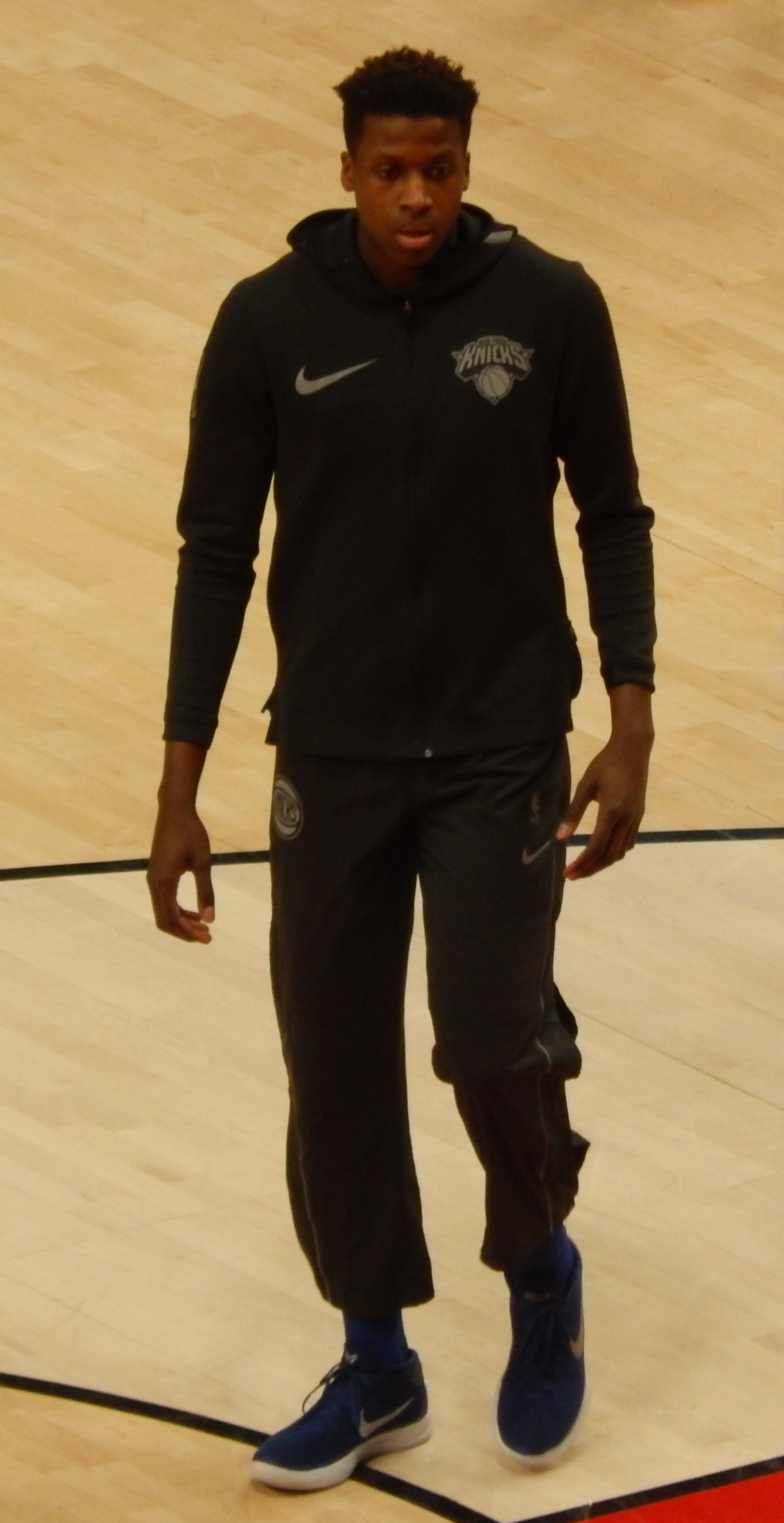
Ntilikina con New York Knicks en 2018.

El jugador, nacido en Bélgica en 1998 pero con pasaporte francés, firmó en 2016  el SIG Strasbourg por tres temporadas.
Fue elegido en la octava posición del Draft de la NBA de 2017 por los New York Knicks.
Tras cuatro temporadas en Nueva York, en las que no consiguió aferrarse a la titularidad, en verano de 2021 se convierte en agente libre. El 16 de septiembre firma con Dallas Mavericks.
El 5 de agosto de 2023 firmó con los Charlotte Hornets.
Tras disputar 5 encuentros con Charlotte, el 8 de febrero de 2024 fue cortado por los Hornets.
En junio de 2024 firma contrato por dos años con el KK Partizan de la ABA Liga y la Euroliga.

### Selección nacional
Fue integrante de la selección júnior de Francia que ganó el EuroBasket Sub-16 de 2014.
Dos años después fue decisivo en la victoria de Frnacia en el EuroBasket Sub-18 de 2016, anotando 31 puntos en la final ante Lituania, y promediando 15,2 puntos en el torneo, siendo nombrado MVP.
Ya con la absoluta, en septiembre de 2019, fue miembro de la selección francesa que obtuvo el bronce en la Copa Mundial de Baloncesto celebrada en China.
En verano de 2021, fue parte de la selección absoluta francesa que participó en los Juegos Olímpicos de Tokio 2020, que ganó la medalla de plata.
Entre julio y agosto de 2024 fue parte de la selección absoluta de Francia, que disputó los Juegos Olímpicos de París, y que ganó la plata, tras perder la final ante Estados Unidos.

## Estadísticas de su carrera en la NBA

### Temporada regular
| Año     | Equipo    | PJ  | PT | MPP  | %TC  | %3P  | %TL   | RPP | APP | ROB | TPP | PPP |
| ------- | --------- | --- | -- | ---- | ---- | ---- | ----- | --- | --- | --- | --- | --- |
| 2017-18 | New York  | 78  | 9  | 21.9 | .364 | .318 | .721  | 2.3 | 3.2 | .8  | .2  | 5.9 |
| 2018-19 | New York  | 43  | 16 | 21.0 | .337 | .287 | .767  | 2.0 | 2.8 | .7  | .3  | 5.7 |
| 2019-20 | New York  | 57  | 26 | 20.8 | .393 | .321 | .864  | 2.1 | 3.0 | .9  | .3  | 6.3 |
| 2020-21 | New York  | 33  | 4  | 9.8  | .367 | .479 | .444  | .9  | .6  | .5  | .1  | 2.7 |
| 2021-22 | Dallas    | 58  | 5  | 11.8 | .399 | .342 | .960  | 1.4 | 1.2 | .5  | .1  | 4.1 |
| 2022-23 | Dallas    | 47  | 5  | 12.9 | .364 | .254 | .667  | 1.3 | 1.2 | .3  | .1  | 2.9 |
| 2023-24 | Charlotte | 5   | 0  | 8.6  | .111 | .125 | 1.000 | 1.2 | .8  | .0  | .0  | 1.0 |
| Total   | Total     | 321 | 65 | 17.0 | .369 | .320 | .762  | 1.8 | 2.2 | .7  | .2  | 4.8 |

### Playoffs
| Año   | Equipo   | PJ | PT | MPP  | %TC  | %3P  | %TL   | RPP | APP | ROB | TPP | PPP |
| ----- | -------- | -- | -- | ---- | ---- | ---- | ----- | --- | --- | --- | --- | --- |
| 2021  | New York | 3  | 0  | 1.3  | .000 | .000 | .000  | .0  | .0  | .0  | .0  | .0  |
| 2022  | Dallas   | 12 | 0  | 10.3 | .333 | .300 | 1.000 | 1.0 | .8  | .7  | .1  | 1.9 |
| Total | Total    | 15 | 0  | 8.5  | .320 | .286 | 1.000 | .8  | .6  | .5  | .1  | 1.5 |